# Famille Affre
La famille Affre ou Affre de Saint-Rome est une famille d'ancienne bourgeoisie française, d'origine occitane, appartenant à la noblesse pontificale.
Elle est notamment connue pour Denys Affre (1793-1848), 126e archevêque de Paris, tué sur les barricades, lors de l'insurrection des ouvriers parisiens de juin 1848.

## Histoire
La famille Affre fait partie des familles subsistantes d'ancienne bourgeoisie du Rouergue. 
Fils d'un marchand, Jacques Affre, avocat, achète par acte du 28 mai 1770, passé devant Me Durey, notaire à Montauban, la seigneurie de Saint-Rome-de-Tarn à Achille Robert de Lignerac, duc de Caylus,,. N'étant pas noble, Jacques Affre ne se présente pas aux assemblées de la noblesse en 1789, mais s'abstient de voter à celles du Tiers Etat.
Au XIXe siècle, la famille s'illustre en donnant un archevêque à la ville de Paris, Mgr Denys Affre, tué pendant les journées de juin 1848, en voulant ramener la paix au milieu des barricades.
La famille Affre a reçu du Saint-Siège le titre de comte romain en 1876 et fait à ce titre partie de la noblesse pontificale.

## Filiation simplifiée
Le lecture des registres de l'état civil (naissances, mariages, décès) depuis le XVIIIe siècle permet d'établir les liens de filiation suivants :
- Jean Affre (11 décembre 1712 à Saint-Rome-de-Tarn - ), marchand. Le 22 février 1735 à Saint-Rome-de-Tarn, il épouse Marie Anne Fabre.
  - Jacques Affre (14 février 1736 à Saint-Rome-de-Tarn - ), seigneur de Saint-Rome-de-Tarn, avocat. Le 4 janvier 1767 à Cornus (Aveyron), il épouse Marie Rose Arnal.
    - Jean Louis Affre (26 octobre 1771 à Saint-Rome-de-Tarn - 1843 à Saint-Rome-de-Tarn), médecin, juge de paix à Saint-Affrique. Le 19 mai 1791 à Rodez, il épouse Marguerite Christine Boyer de Paumes.
      - Jacques Affre-Saint-Rome (1791-1868), homme politique, député de l'Aveyron.
      - Denys Affre (1793-1848), 126e archevêque de Paris, tué en juin 1848 lors de l'insurrection.

  - Jean Pierre Affre (5 juillet 1738 à Saint-Rome-de-Tarn - 1821), seigneur de la Rosière, bourgeois négociant. Le 2 juin 1761 à Saint-Rome-de-Tarn, il épouse Antoinette de Fulcrand de la Rosière.
    - Jean Louis Affre (22 mai 1768 à Saint-Rome-de-Tarn - 23 octobre 1853 à Saint-Rome-de-Tarn), médecin, maire de Saint-Rome-de-Tarn. Le 1er décembre 1801 à Saint-Rome-de-Tarn, il épouse Joséphine Marie Eléonore Fabre.
      - Victor Gervais Affre (14 février 1807 à Saint-Rome-de-Tarn - 6 juillet 1878 à Cucugnan) épouse Marie Antoinette Tisseyre le 24 juillet 1833 à Rouffiac-des-Corbières.
        - Othon Edmond Affre (15 mai 1852 à Cucugnan - ), notaire. Le 18 juillet 1883 à Perpignan, il épouse Germaine Marie Louise Prieur.
          - Marie Affre (31 juillet 1885 à Perpignan - 23 juillet 1963 à Collioure), romancière connue sous le nom de Marie Barrère-Affre. Le 9 janvier 1914 à Perpignan, elle épouse Raoul Barrère.

    - Jacques Simon Affre (26 octobre 1769 à Saint-Rome-de-Tarn - 5 décembre 1845 à Espalion), juge de paix. Le 5 octobre 1803 à Espalion, il épouse Rose Adélaide Jeanne Marcilhacy.
      - Henri Affre (12 janvier 1816 à Espalion - 8 juillet 1907 à Espalion), archiviste et historien.

## Alliances
Fabre (1735,1801), de Fulcrand de La Rosière (1761), Arnal (1767), Joly de Cabanoux (1786), Boyer (1791), Marcilhacy (1803), Castan de Belmont (1813), de Monseignat-Barriac (1820), d'Ax de Cessales (1830), Tisseyre (1833), Durand (1840), Javon (1849, 1855), de Nogaret (1855, 1880), Le Boucher d'Hérouville (1882), Prieur (1883), de Semallé (1912), Barrère (1914), Le Caruyer de Beauvais (1943), du Puy (1947), du Bois d'Aische (1950), de Schoutheete de Tervarent (1975), Beauté (1978), Lafont (1980), de Caffarelli (1983), Noël (1985), de Monléon (1992), Gaubert (2017), Valognes (2020)...

## Hommages
Le conseil municipal de Paris a donné le nom de rue Affre à l'une de ses voies, en souvenir de son archevêque, tué en 1848.
De même à Nantes, la rue Affre porte le nom de son ancien professeur de philosophie au séminaire de Nantes.

## Armoiries

Blason de Mgr Denis Affre de Saint-Rome, archevêque de Paris.

Les armes de la famille sont « D'azur, au dauphin soufflant de l'eau par ses évents et nageant sur une mer mouvante de la pointe, le tout d'argent; au chef cousu de gueules, chargé de trois étoiles d'argent ».

## Pour approfondir